# Ramsès-Mérymaât
Pour l’article homonyme, voir Ramsès.
Ramsès-Mérymaât, dont le nom signifie « Bien-aimé de Maât », prince d'Égypte, est fils de Ramsès II. Il figure en 25e position sur le cortège des princes à Abydos.
Il existe peu d'informations sur sa vie. Il aurait exercé des fonctions religieuses.